# Михайловка (Зырянский район)
Миха́йловка — село в Зырянском районе Томской области. Является административным центром Михайловского сельского поселения. Население на 1 января 2015 — 325 чел.
Михайловка была основана в 1861 году.

## География
Село расположено в южной части Зырянского района, примерно в 10 км от границы с Кемеровской областью, на берегу реки Туендат. На противоположном берегу реки стоит село Гагарино.

## Социальная сфера и экономика
В селе есть средняя общеобразовательная школа, Дом досуга и творчества, стадион и библиотека. Работает фельдшерско-акушерский пункт.
Основу экономики села составляет сельское хозяйство. Более 60% населения занимаются фермерством, за что село получило прозвище «Фермерская республика».

## Население
| 1926 | 2002 | 2010 | 2012 | 2013 | 2014 | 2015 |
| ---- | ---- | ---- | ---- | ---- | ---- | ---- |
| 1071 | ↘413 | ↘373 | ↘369 | ↘366 | ↘344 | ↘325 |
| 2016 | 2021 |      |      |      |      |      |
| ↗330 | ↘328 |      |      |      |      |      |